# Tohi d'Abert
Melozone aberti
Espèce
Synonymes
- Pipilo aberti (désuet)

Répartition géographique
Statut de conservation UICN

 LC  : Préoccupation mineure
Le Tohi d'Abert (Melozone aberti) est une espèce de passereau appartenant à la famille des Passerellidae qui vit au Mexique et aux États-Unis. Son nom commémore le major et ornithologue américain James William Abert (1820-1897).

## Description morphologique
Ce passereau de 20 à 23 cm de longueur a les parties supérieures beiges grisâtres, les parties inférieures beiges et le dessous de la queue de couleur fauve. Le bec, assez fort et conique, est entouré de plumes noires de sa base jusqu'à œil vers l'arrière, et jusqu'à la gorge vers le bas. L'œil est marron et encerclé d'une fine ligne rouge brunâtre. Les rémiges et les rectrices peuvent porter des zones plus grises et/ou plus sombres.

## Habitat
On peut le trouver dans les régions agricoles, les vergers, les zones périurbaines, mais son habitat originel sont les zones couvertes de buisson du sud-ouest du continent nord-américain. Il est souvent associé aux peupliers, saules ou Prosopis. Dans les zones arides, il vit généralement près du lit (asséché ou non) des cours d'eau temporaires.

## Répartition
Son aire de répartition, assez restreinte, couvre une partie de l'Arizona ainsi que les zones limitrophes de la Californie, du Nouveau-Mexique, de l'Utah et de la Basse-Californie.

## Taxinomie
D'après Alan P. Peterson, cette espèce est constituée des deux sous-espèces suivantes :
- Melozone aberti aberti (S.F. Baird, 1852) — sud de l'Arizona et sud-ouest du Nouveau-Mexique ;
- Melozone aberti dumeticola (Van Rossem, 1946) — du sud-ouest de l'Utah au golfe de Californie.